# Мелітополь (Кокпектинський район)
Меліто́поль (каз. Мелитополь) — село у складі Кокпектинського району Абайської області Казахстану. Входить до складу Шугилбайського сільського округу.
Населення — 70 осіб (2021; 154 у 2009, 186 у 1999, 282 у 1989).
Національний склад станом на 1989 рік:
- казахи — 100 %